# Prostitution en Biélorussie

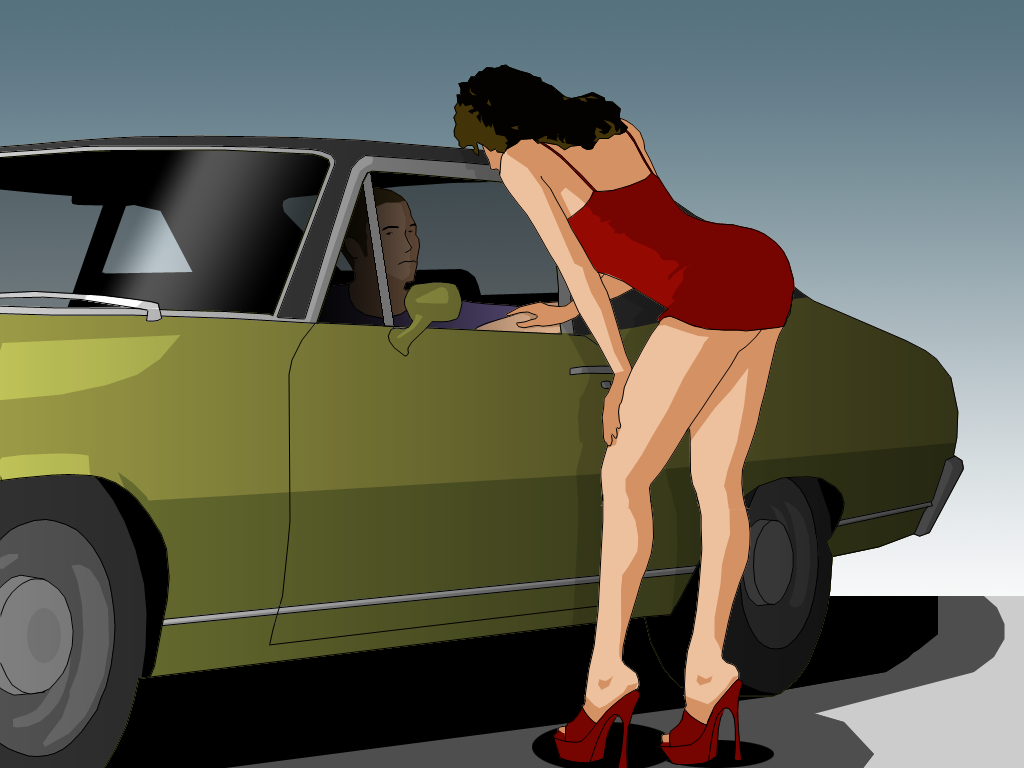
Une prostitué parlant avec un client.

La prostitution en Biélorussie est illégale, mais courante, et constitue une infraction administrative plutôt que pénale. La gestion d'un bordel est interdite et le proxénétisme est passible d'une peine pouvant aller jusqu'à 10 ans de prison. L'ONUSIDA a estimé qu'il y avait 22 000 travailleuses du sexe en Biélorussie en 2016.
Le trafic sexuel est un problème dans le pays.

## Étendue historique
Les données officielles des provinces de Vitebsk, Minsk, Grodno et Moguilev en 1889 ont montré qu'il y avait 50 bordels avec 326 prostituées qui y travaillaient. Le recensement russe de 1897 des 5 provinces du Bélarus a recensé 479 prostituées.
Selon les chiffres officiels de 2010 du ministère de l'Intérieur, il y avait 1 930 femmes impliquées dans la prostitution en Biélorussie, dont environ 637 à Minsk.

## Tourisme sexuel
Le pays est une destination pour le tourisme sexuel,. Le gouvernement a tenté de lutter contre cela par des restrictions de visa. Cependant, aucun visa n'est requis pour les visiteurs de Russie, d'où viennent la plupart des touristes sexuels. La plupart des touristes se rendent dans le pays de manière indépendante, mais il existe des «visites sexuelles» organisées depuis la Turquie et l'Europe de l'Ouest . 
Les Russes sont attirés par les casinos du pays (la Russie a interdit le jeu et a fermé tous les casinos en 2009) et la prostitution est liée à de nombreux casinos. Il y a eu un certain nombre d'arrestations très médiatisées liées à la prostitution dans les casinos. En 2012, le directeur artistique et directeur du Dankoff Club de Minsk a été arrêté et, plus tard, le propriétaire du club, Jury Dańkoŭ, a également été arrêté.
En 2009, un citoyen turc résidant en Biélorussie a été emprisonné pendant 7 ans pour avoir organisé des visites sexuelles depuis la Turquie. Un an plus tard, un complice a également été condamné à 7 ans. Certains ressortissants du Moyen-Orient ont également été expulsés du Bélarus pour des activités similaires.

## Trafic sexuel
Le Bélarus est un pays d'origine, de transit et de destination pour les femmes et les enfants victimes de trafic sexuel. Les victimes biélorusses sont principalement victimes de la traite en Russie et en Biélorussie, ainsi qu'en Pologne, en Turquie et dans d'autres pays d'Eurasie et du Moyen-Orient. Certaines femmes biélorusses qui voyagent pour un emploi à l'étranger dans les industries du divertissement et de l'hôtellerie pour adultes sont victimes de trafic sexuel. Le gouvernement a identifié des victimes biélorusses, moldaves, russes, ukrainiennes et vietnamiennes exploitées en Biélorussie.
L'article 181 du code pénal interdit à la fois le trafic sexuel et le trafic de main-d'œuvre et prévoit des peines allant de cinq à 15 ans d'emprisonnement en plus de la confiscation des biens des contrevenants. Le gouvernement a signalé une enquête sur le trafic sexuel en 2016 au titre de l'article 181, une en 2015, une en 2014 et six en 2013.
Le Bureau de surveillance et de lutte contre la traite des personnes du département d'État des États-Unis classe la Biélorussie parmi les pays du «niveau 3».